# Grootsporige wimperzwam
De grootsporige wimperzwam (Scutellinia olivascens) is een schimmel behorend tot de familie Pyronemataceae. Hij leeft saprotroof op vochtig, meestal met mos bedekt rottend hout, zoals van Wilg (Salix) en op omringende bodem.

## Kenmerken
Gekenmerkt door:
- apothecia (vruchtlichamen) hebben een diameter van 3 tot 13 mm.
- Wimperharen: zijn geelbruin of bruin van kleur, kort (300-900 × 15-35 μm), zo nu en dan complex wortelende wimperharen
- Sporen: lage ornamentatie van amoeboïde wratjes en korte grillige lijntjes
- asci zijn 8-sporig en meten (225) 270 - 320 × (16) 19 - 27 μm
- De ascosporen meten 21-27 × 14-18 μm en hebben een Q-getal van 1,3 tot 1,7

## Verspreiding
Scutellinia olivascens komt voor in Europa, Noord-Amerika, Azië en Australië (zuiden). In Nederland komt hij zeer zeldzaam voor..

## Foto's

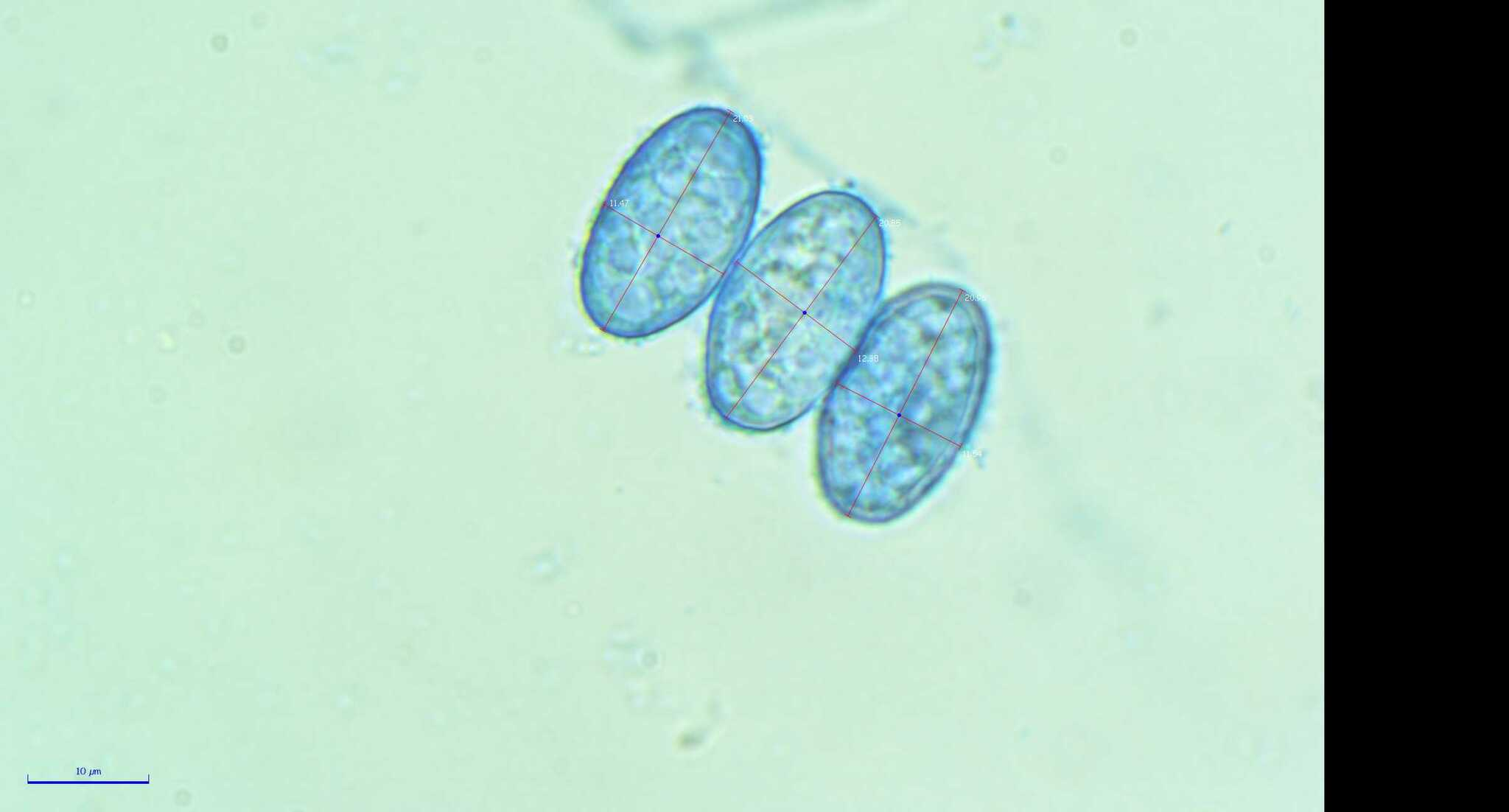
Sporen
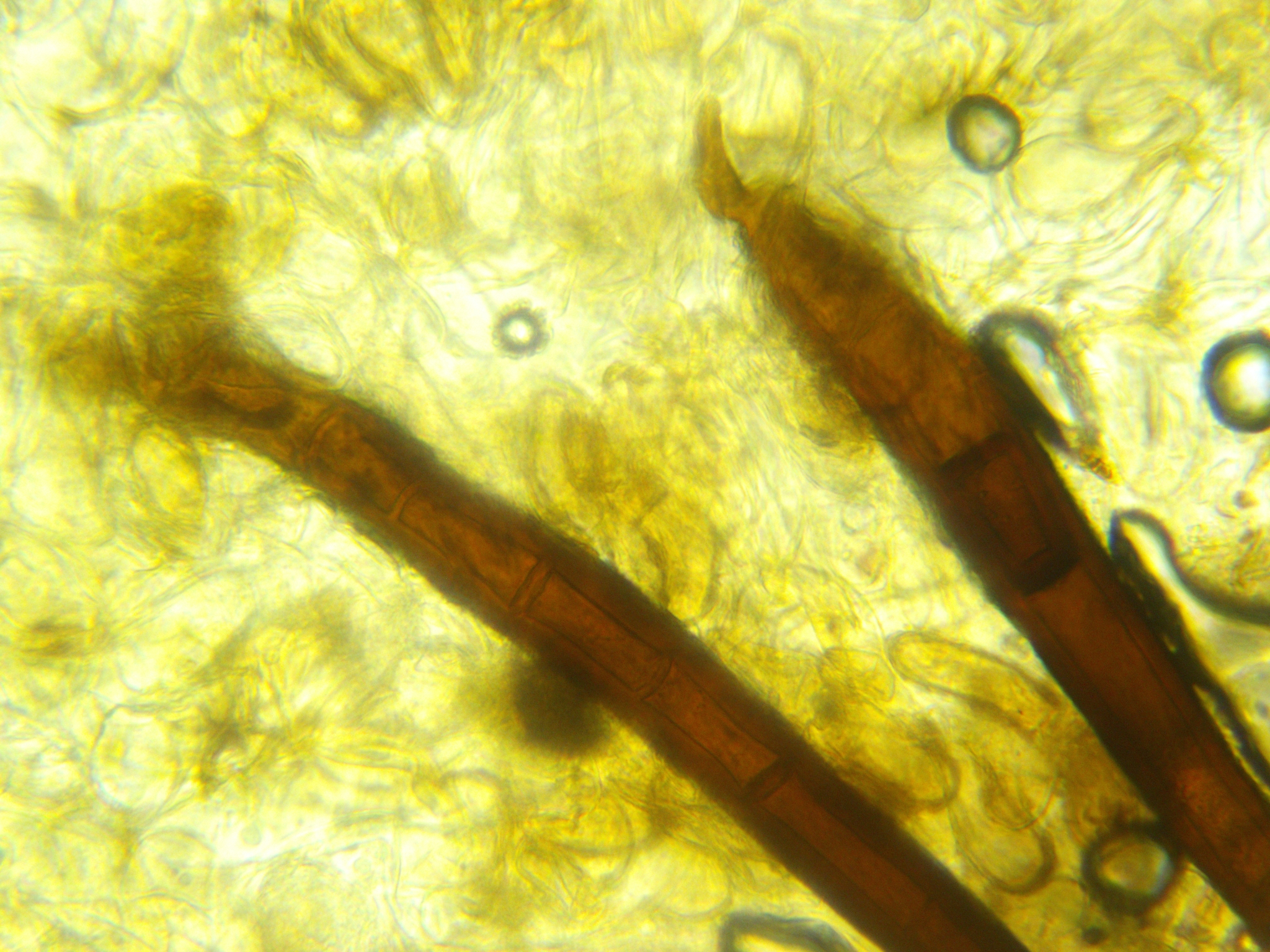
Wortels